# لو غريغوري
لو غريغوري (بالإنجليزية: Lou Gregory)‏ هو عداء مسافات طويلة أمريكي، ولد في 10 يوليو 1902، وتوفي في 21 أبريل 1989.

## وصلات خارجية
- لو غريغوري على موقع أوليمبيديا (الإنجليزية)